# 乌饭叶矮柳
乌饭叶矮柳（学名：Salix vaccinioides）为杨柳科柳属的植物，是中国的特有植物。分布于中国大陆的云南、西藏等地，生长于海拔2,500米至4,000米的地区，常生于山坡及山顶，目前尚未由人工引种栽培。